# Jacobo Ynclán
Jacobo María Ynclán Pajares, né le 4 février 1984 à Madrid, est un footballeur espagnol.

## Carrière
- 2003-2007 : Atlético de Madrid B  Espagne
- 2006-2007 : Atlético de Madrid  Espagne
- 2007-2008 : Excelsior Mouscron (prêt)  Belgique
- 2008-2009 : Deportivo Alavés  Espagne
- 2009- : CD Guadalajara  Espagne